# Jacques Boolsky
Jacques Bogopolsky (en russe : Yakov Bogopolsky), dit Jacques Boolsky ou Jacques Bolsey, né le 31 décembre 1895 à Kiev et mort le 20 janvier 1962 à Long Island, est un peintre, pastelliste, ingénieur et cinéaste suisse d'origine russe.

## Biographie
Installé à Genève, il y fait ses études à l'École des beaux-arts. En 1918, lors du cinquième centenaire de l'université de Genève, il est chargé de faire le portrait de l'ensemble des professeurs. Ces portraits sont exposés du 1er au 31 août 1918.
Jacques Boolsky se fait ensuite connaître dans un autre domaine, la photographie. Ingénieur en caméra argentique, il fonde, en 1927, en s'associant avec Charles Haccius , un homme d'affaires genevois, la marque Bolex. Il participe à la conception de l'Alpa-Reflex Camera (en) 35 mm, appareil photographique reflex mono-objectif, qui est menée à partir de 1933. Quelques appareils sont mis en vente en 1942, sous la marque Alpa, mais la production démarre réellement à partir d’avril 1944,.
D'origine juive, il émigre aux États-Unis en 1939 où il meurt en 1962.

## Documentaire
- L’aventure Bolex, (Beyond the Bolex), documentaire réalisé par Alyssa Bolsey, Suisse, États-Unis • 2018 • 52 min / 91 min[6].